# Kishidaia xinping
Kishidaia xinping är en spindelart som beskrevs av Song, Zhu och Zhang 2004. Kishidaia xinping ingår i släktet Kishidaia och familjen plattbuksspindlar. Inga underarter finns listade i Catalogue of Life.